# Marguerite Beaufort (1409-1449)
Pour les articles homonymes, voir Marguerite Beaufort, Maison de Beaufort et Beaufort.
Titre
Comtesse de Devon
16 juin 1422 – 1449
(26 ans, 8 mois et 26 jours)
Marguerite Beaufort (1409-1449) était une aristocrate anglaise membre de la Maison de Beaufort.

## Famille
Marguerite Beaufort était la deuxième et plus jeune fille de Jean Beaufort (1371-1410) et de son épouse Marguerite Holland (1385-1439), fille de Thomas Holland et d'Alice FitzAlan. Son père était un fils illégitime de Jean de Gand (1340-1399), le troisième fils survivant du roi Édouard III (1327-1377), par sa maîtresse et plus tard troisième épouse, Katherine Swynford. Marguerite était donc une arrière-petite-fille du roi Édouard III.
Marguerite avait des frères et sœurs d'une importance de premier plan :
- Henri Beaufort, comte de Somerset
- Jean Beaufort, duc de Somerset
- Edmond Beaufort, duc de Somerset
- Jeanne Beaufort, reine d'Écosse

## Mariage et descendance
Quelque temps après 1421, Marguerite épouse Thomas Courtenay, 13e comte de Devon (1414-1458), dont elle a eu trois fils et cinq filles. Ses fils ont tous été tués ou exécutés pendant la Guerre des Deux-Roses en raison de leur forte adhésion à la cause lancastrienne, ainsi la lignée aînée des Courtenay s'éteint, faute de postérité. Les enfants de Marguerite sont les suivants:
- Thomas de Courtenay, comte de Devon (1432-1461), fils aîné et héritier, qui peu après le 9 septembre 1456 épousa Marie d'Anjou[réf. nécessaire], fille illégitime de Charles IV du Maine. Le mariage était sans enfants. En tant que partisan lancastrien pendant la Guerre des Deux-Roses, il a été fait prisonnier à la bataille de Towton, gagnée par le yorkiste Édouard IV, avant d'être décapité à York[4]. Toutes ses terres et honneurs, y compris le comté de Devon, sont perdus[5],[1].
- Henry de Courtenay (décédé le 17 janvier 1469), chevalier, de West Coker, Somerset. En raison de la chute de son frère aîné, il n'a pas hérité du comté de Devon. Également partisan lancastrien  il a été décapité pour trahison sur la place du marché de Salisbury, Wiltshire, le 17 janvier 1469.
- Jean de Courtenay, comte de Devon, (1435-1471). Après l'exécution de son frère aîné Thomas, le comté de Devon fut en mai 1469 accordé par le roi Edouard IV à son partisan Humfroi Stafford (1439-1469) connu comme "le comte de trois mois et pas plus ". À la suite du renversement de la domination des Yorkistes et de la restauration temporaire du roi lancastrien Henri VI, Stafford est décapité en août 1469 et Jean de Courtenay est restauré dans les honneurs de sa famille. Cependant, la position fut de courte durée, les Yorkistes mettant définitivement fin au règne d'Henri VI en avril 1471 lors de la bataille de Barnet, et le 4 mai 1471, Courtenay est tué pendant la bataille de Tewkesbury, ayant commandé l'arrière de l'armée lancastrienne[6]. À sa mort, le comté tomba en vacance entre ses sœurs ou leurs descendants.
- Jeanne de Courtenay, (née vers 1447), qui épousa en premières noces, Sir Roger Clifford, deuxième fils de Thomas Clifford, baron de Clifford, décapité après la bataille de Bosworth en 1485. Elle épouse ensuite Sir William Knyvet de Buckenham, Norfolk.
- Élisabeth de Courtenay (née vers 1449), qui épousa, avant mars 1490, Sir Hugh Conway.
- Anne de Courtenay
- Éléonore de Courtenay
- Maud de Courtenay

Deux de ses nièces s'appelaient également Marguerite Beaufort : Marguerite Beaufort, comtesse de Stafford, mère d'Henry Stafford, et Marguerite Beaufort, mère du roi Henri VII.